# EfeuCampus
El EfeuCampus (campus de logística urbana experimental ecológica), con sede en Bruchsal, es el primer espacio de investigación de Alemania para la logística de carga urbana, autónoma y sin emisiones en la última milla ("LastMileCityLab"). El Living lab está financiado por la Unión Europea y el estado de Baden-Württemberg. El campus desarrolla también soluciones para la movilidad inteligente en zonas urbanas de toda Europa. Además de los robots de reparto autónomos, un dron de carga sin emisiones de Volocopter también suministrará mercancías al campus en el futuro.

## Historia
Los inicios del proyecto se remontan a 2015, cuando la “Regionale Wirtschaftsförderung Bruchsal GmbH” (Desarrollo Económico Regional Bruchsal GmbH” y la “Technologieregion Karlsruhe GbR” (Región technológica Karlsruhe) ganaron el concurso para el desarrollo regional sostenible ("RegioWIN") del estado de Baden-Württemberg y adjudicaron el concepto de EfeuCampus como proyecto faro europeo en el ámbito de los centros de innovación. El proyecto recibió un total de 10 millones de euros en el primer periodo de financiación (2014-2020), procedentes del Fondo Europeo de Desarrollo Regional (EFRE) y del estado de Baden Württemberg. En 2016, la ciudad de Bruchsal  fundó EfeuCampus Bruchsal GmbH como una filial de su propiedad.

## Concepto
El proyecto EfeuCampus se ha desarrollado en el emplazamiento del antiguo Cuartel de Dragones  ("efeuQuartier"). Es un impulso para el desarrollo de soluciones para la logística de mercancías de última milla y la tecnología de vehículos autónomos. El efeuQuartier está formado por el EfeuCampus con el sistema de entrega efeuLog, en el que tiene lugar la operación de entrega y recogida automática de paquetes, así como la eliminación de materiales reciclables. Un depósito sirve de almacenamiento intermedio para las mercancías entrantes y salientes. Los robots de transporte autónomos entregan las mercancías en el depósito del barrio, frente a las casas de los residentes. La comunicación con los robots de reparto se realiza a través de una aplicación. Los puntos de recogida situados frente a las casas garantizan un proceso fluido.

## Socio
- big. bechtold-gruppe[6]
- Bruchsal[7]
- FZI - Forschungszentrum Informatik (Karlsruhe)
- PTV Planung Transport Verkehr
- Karlsruhe University of Applied Sciences[8]
- Instituto Tecnológico de Karlsruhe (KIT)[9]
- EW Eurodrive, Bruchsal
- Schenker AG
- Volocopter[10]

## Partidario
- Unión Europea
- Ministerium für Wirtschaft, Arbeit und Wohnungsbau Baden-Württemberg[11]
- Technologieregion Karlsruhe[12]
- Test Area Autonomous Driving Baden-Württemberg[13]

## Premios
- 2022, Innovation Award, Ministerio Federal de Economía y Protección del Clima (Alemania)[14]